# Asidini
Asidini (лат.) — триба жесткокрылых из семейства чернотелок, подсемейства Pimeliinae.

## Описание
Коренастые тёмноокрашенные жуки, покрытые густым светло-коричневым войлочным покровом из щетинок. Длина тела от 4,5 до 14 мм. Максимальная ширина переднеспинки за её серединой. Крылья недоразвиты. Надкрылья с извилистыми рёбрами. У представителей трибы нет защитных ядовитых желез. Это привело к развитию фенотипических адаптаций для защиты от хищников. У них либо сформировалось окраска верха тела сливающаяся с фоном, либо подражание (мимикрия) защищённым видам, например чернотелкам из рода Eleodes. Тело у личинки последнего возраста удлинённое не склеротизированое. Усики чётковидные. Окраска, обычно, кремово-белая, иногда с желтоватым оттенком. Голова направлена вперёд, золотисто-коричневая. Верхние челюсти вогнутые сверху с двумя зубчиками. Верхняя губа с выемкой. Переднеспинка с небольшими немногочисленными щетинками. Среднегрудь короче, чем все остальные сегменты груди. Передние ноги направлены вперёд, сильно увеличены. Тазики соприкасаются. Вертлуги конической формы. Бёдра массивные треугольные. Голень и лапка соединены неподвижно друг с другом. Средние и задние ноги отходят в бок, в два раза меньше передних. Их тазики не соприкасаются. Брюшные сегменты выпуклые с боков с щетинками на брюшной стороне и с боков. На восьмом сегменте имеются щетинки на спинной стороне. Девятый сегмент закруглён или раздвоен на конце. Яйца эллиптические, гладкие и блестящие, белого цвета, со временем становятся коричнево-жёлтыми. Длина около 2 мм.

## Систематика
В составе трибы насчитывают около 1000 видов и 46 родов распространённых тропических и субтропических районах по всему земному шару, в том числе:
- Asida Latreille, 1802[2]
- Alphasida Escalera, 1905[6]
- Ardamimicus Smith, 2013[7]
- Craniotus LeConte, 1851[7]
- Ferveoventer Smith, 2013[7]
- Heterasida Casey, 1912[7]
- Litasida Casey, 1912 [7]
- Micrasida  Smith, 2013[7]
- Microschatia Solier, 1836 [7]
- Pelecyphorus Solier, 1836[7]
- Micrasida  Smith, 2013[7]
- Philolithus Lacordaire, 1858[7]
- Glyptasida Casey, 1912[8]
- Stenomorpha Solier, 1836[7][9]